# Nakachchaafushi
Nakachchaafushi (ou Nakatchchaafushi)  est une petite île inhabitée des Maldives. Elle constitue une des îles-hôtel des Maldives en accueillant le Nakatchafushi Tourist Resort à partir de 1979. Il fut reconstruit en 2004 sous le nom de Huvafen Fushi.

## Géographie
Nakachchaafushi est située dans le centre des Maldives, au Sud-Ouest de l'atoll Malé Nord, dans la subdivision de Kaafu. L'île se trouve à environ 20 km de l'aéroport international de Malé.